# Corminus parvulus
Corminus parvulus är en skalbaggsart som beskrevs av Moser 1919. Corminus parvulus ingår i släktet Corminus och familjen Melolonthidae. Inga underarter finns listade i Catalogue of Life.